# شچادروشچینا
شچادروشچینا (به لاتین: Shchadrowshchyna) یک منطقهٔ مسکونی در بلاروس است.